# Dámaso Alonso
Pour les articles homonymes, voir Alonso.
Dámaso Alonso (né le 22 octobre 1898 à Madrid et mort le 25 janvier 1990 dans la même ville) est un philologue, écrivain et poète espagnol de la Génération de 27.
Il fut membre puis directeur de l'Académie royale espagnole, membre de l'Académie royale d'histoire, membre honoraire de l'Académie mexicaine de la langue et reçut plusieurs prix, dont le prix national de poésie en 1927 et le prix Cervantes en 1978.

## Biographie
Dámaso Alonso, né le 22 octobre 1898 à Madrid est issu d'un père galicien et d'une mère asturienne. Au cours de sa jeune enfance, il vécut à La Felguera paroisse asturienne dans laquelle son père travaillait. Après avoir obtenu un baccalauréat à Madrid et étant doté de facilités dans le domaine scientifique, domaine dans lequel sa famille avait placé toutes ses espérances, souhaitant voir leur fils devenir un jour ingénieur, c'est finalement une licence de droit qu'il obtient, suivi d'un doctorat en philosophie, en littérature et en philologie à l'université centrale de Madrid. Durant ses études au Centre d'études historiques, il fut l'élève de Ramón Menéndez Pidal et fréquenta par le biais de la Résidence d'étudiants de Madrid, ceux qui seront plus tard ses compagnons de la Génération de 27 : Federico García Lorca, Rafael Alberti, Luis Buñuel, Luis Cernuda, Manuel Altolaguirre. De plus, c'est là qu'il rencontra Eulalia Galvarriato, écrivaine espagnole, qui deviendra sa femme en 1929.
Par la suite, il devient professeur à l'université de Madrid. Il est également élu membre de nombreuses académies dont l'Académie royale espagnole en 1948.
Il a joué un rôle éminent dans la critique littéraire espagnole où il a introduit la notion de stylistique. Il a publié nombre d'essais et d'études sur la poésie espagnole.
Il découvre en 1953 la Nota Emilianense dans un codex datant de 1065-1070, un texte prouvant l’existence d'une légende indépendante de la Chanson de Roland.

## Distinctions
- Grand officier de l'ordre de l'Infant Dom Henri

## Œuvre

### Poésie
- Poemas puros, poemillas de la ciudad (1924), influence « juanramonienne ».
- El viento y el verso (1925)

Malgré son appartenance à la Génération de 27, la plus grande partie de sa production poétique a été publiée après la guerre :
- Oscura noticia (1944), œuvre dans laquelle l'on rencontre son style caractéristique : poésie traquée, religieuse mais pas fondamentaliste. Son titre vient de Saint Jean de la Croix : « Les signes de Dieu sont peu évidents. »
- Hijos de la ira (1944, seconde édition corrigée et augmentée en 1946) est le niveau la plus haut de la poésie alonsienne. Dans de longs vers, avec une langue violente au lexique de mauvais goût et offensant, le poète - qui a souffert des impacts de la guerre civile espagnole et de seconde guerre mondiale - accuse, dénonce et proteste contre le spectacle du monde.
- Hombre y Dios (1955), publié à Malaga, réflexion sereine sur la présence de Dieu, la beauté de l'univers et le rôle de l'homme.
- Tres sonetos sobre la lengua castellana (1958).
- Poemas escogidos (1969), poèmes inédits.
- Gozos de la vista. Poemas puros. Poemillas de la ciudad. Otros poemas (1981).
- Antología de nuestro monstruoso mundo. Duda y amor sobre el Ser Supremo (1985), petit poème qui, comme le titre l'indique, médite sur les problèmes religieux de l'auteur.
- Jeanne Marie, Los caminos del alma / Les Chemins de l’âme - memoria viva de los poetas del 27’ mémoire vive des poètes de la Génération de 1927, éditions Paradigme Orléans

Publications posthumes
- Álbum. Versos de juventud (1993).
- Verso y prosa literaria (Œuvres complètes, 1993).

### Œuvre philologique
- Retrato del artista adolescente (1926), sous le pseudonyme d'Alfonso Donado, trad. de James Joyce.
- Soledades (1927), édition critique de Soledades de Luis de Góngora.
- La lengua poética de Góngora (1935).
- La Poesía de San Juan de la Cruz (1942).
- Poesía española: Ensayo de métodos y límites estilísticos (1950).
- Poetas españoles contemporáneos (1952).
- Estudios y ensayos gongorinos (1955).
- Notas gallego-asturianas de los tres Oscos (1957).
- De los siglos oscuros al de Oro (1958).
- Góngora y el Polifemo (1960).
- Cancionero y romancero español (1969).
- En torno a Lope (1972).
- Narraciones orales en el gallego-asturiano de los Oscos. Relatos, fórmulas curativas y ensalmos de Carmen de Freixe (San Martín de Oscos) (1977)